# Бельчи, Елена
Елена Бельчи-Даль Фарра  (итал. Elena Belci-Dal Farra, род. 31 мая 1964 года, в Турине, область Пьемонт, Италия) — итальянская конькобежка и шорт-трекистка. Она участвовала в Зимних Олимпийских играх 1988 и 1992, 1994, 1998 годов в конькобежном спорте, чемпионка мира 1980 года по шорт-треку в эстафете. Бронзовый призёр чемпионата мира по конькобежному спорту на отдельных дистанциях в Хамаре 1996 года.

## Спортивная карьера
Елена Бельчи была самая успешная итальянка в истории многоборья. Начинала в 14 лет на национальном студенческом чемпионате по спринту в младшей возрастной группе и заняла третье место по сумме двух дистанции. В 1979 году на национальном чемпионате в классическом многоборье выиграла в общем зачёте. В следующем году она стала второй в многоборье на чемпионате Италии, а потом дебютировала на чемпионате мира среди юниоров по конькобежному спорту, где заняла общее 27-е место. В марте 1980 года участвовала на чемпионате мира в Милане по шорт-треку и выиграла золотую медаль с командой в эстафете.
С 1983 года Елена Бельчи вошла в состав национальной сборной по конькобежному спорту. В общей сложности приняла участие в 12-ти чемпионатах мира и 12-ти чемпионатах Европы в многоборье. Лучшее 7-е место она заняла на чемпионате мира в Калгари 1990 года, а на чемпионате Европы в Херенвене 1993 года стала 4-й. В сентябре 1984 года вышла замуж за итальянского конькобежца и тренера Карло Даль-Фарру. С того времени выступала под двойной фамилией.
В 1988 году участвовала на первых своих Зимних Олимпийских играх в Калгари, где на 3000 метров заняла 13 место, а на 5000 м — 12-е. На следующих играх в Альбервилле лучшим местом стало 10-е на дистанции 5000 метров. Лучшим её было выступление на Олимпиаде в Лиллехаммере, там Елена заняла 4-е место на своей дистанции 5000 метров. В 1996 году на первом чемпионате мира на отдельных дистанциях в Хамаре Бельчи выиграла бронзовую медаль всё на тех же 5000 метров. В 1997 году она выиграла очередной чемпионат Италии в многоборье, а в 1998 году участвовала на Олимпийских играх в Нагано и смогла занять 9-е место на 5000 метров. После завершила карьеру великой спортсменки. Она выиграла 18 титулов чемпиона Италии, 10 раз была на подиумах Кубка мира. Живёт в Пескантине в провинции Верона.